# Helmut Eisendle
Helmut Eisendle (* 12. Januar 1939 in Graz; † 20. September 2003 in Wien) war ein österreichischer Schriftsteller und Psychologe.

## Leben

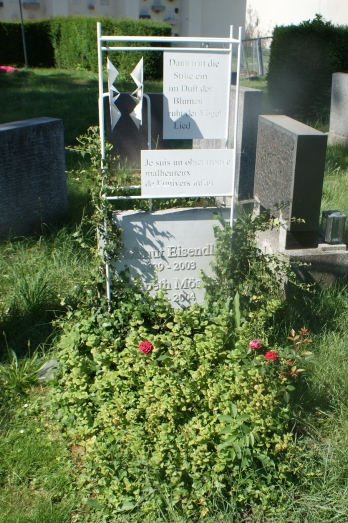
Grabstätte von Helmut Eisendle

Helmut Eisendle war der Sohn eines höheren Beamten. Nach der Volks- und Hauptschule absolvierte er von 1954 bis 1958 eine Lehre zum Telefonmechaniker. Anschließend war er in diesem Beruf tätig und holte gleichzeitig auf einer Abendschule die Matura nach. Von 1965 bis 1970 studierte er an der Universität Graz Psychologie, Philosophie und Biologie, daneben arbeitete er als Werkstättenlehrer an der Höheren Technischen Lehranstalt in Graz. 1970 promovierte er im Hauptfach Psychologie zum Doktor der Philosophie.
Eisendle arbeitete als Psychologe anfangs in einer freien Gruppenpraxis für Erziehungsberatung und Verhaltensmodifikation in Graz, danach als Vertreter für den Pharmakonzern Hoffmann LaRoche. Er war Mitarbeiter der Literaturzeitschrift manuskripte und ab 1972 freier Schriftsteller. Als solcher lebte er in den folgenden Jahren u. a. in Barcelona und Berlin, ab 1977 in München, ab 1979 in Friaul und Triest, ab 1981 in der Südsteiermark, dann in Wien, Amsterdam, Berlin und seit 1993 endgültig in Wien. Dort starb er 2003 an Speiseröhrenkrebs. Sein ehrenhalber gewidmetes Grab befindet sich in Wien im Urnenhain der Feuerhalle Simmering (Abteilung 1, Ring 3, Gruppe 8, Grab Nr. 79).
Helmut Eisendle war zum einen ein Vertreter der sprachskeptischen und sprachkritischen Strömung in der neueren österreichischen Literatur; daneben räumte er in seinen Prosawerken, Essays und Hörspielen seinem Fachgebiet, der Psychologie und deren Kritik, breiten Raum ein. Formal waren seine Romane und Erzählungen häufig mit theoretischen Erörterungen durchsetzt und trugen eher essayistischen Charakter.
Helmut Eisendle war Mitglied der Grazer Autorenversammlung. Er wurde am Friedhof der Feuerhalle Simmering in Wien bestattet. Sein Grab zählt zu den ehrenhalber gewidmeten bzw. ehrenhalber in Obhut genommenen Grabstellen der Stadt Wien.

## Auszeichnungen und Ehrungen
- 1973 Österreichischer Förderpreis für Literatur
- 1981 Peter-Rosegger-Literaturpreis
- 1981 Literaturpreis des Landes Steiermark
- 1984 Elias-Canetti-Stipendium der Stadt Wien
- 1993 Österreichischer Würdigungspreis für Literatur

## Werke
- Psychologie ästhetischer Urteile, Graz 1970 (zusammen mit Erich Raab)
- Walder oder Die stilisierte Entwicklung einer Neurose, München 1972
- Handbuch zum ordentlichen Leben oder Ein Testinstrument zur Prüfung der Anpassung an das Durchschnittsidealverhalten, München 1973
- Salongespräch oder Die Chronik der geistigen Wunder schimmert fahl und zweideutig, Frankfurt am Main 1974
- Die Umstimmer, München 1974
- Tod und Flora, Anfang 70er Jahre
- A Violation Study, Theaterstück (Uraufführung in Graz 1974, Deutsche Erstaufführung in Tübingen 1975)
- Fröhlichs Wirbeltiergehirn oder Beiträge zur physiologischen Literatur, Breitenbrunn 1975
- Der Irrgarten von Versailles oder Führung durch Äsops Labyrinth der Psyche, Berlin u. a. 1975 (zusammen mit Johann Ulrich Krauss)
- Ein Dichterleben, Gümse 1976 (zusammen mit Uwe Bremer)
- Jenseits der Vernunft oder Gespräche über den menschlichen Verstand, Salzburg 1976
- Billard oder Das Opfer am grünen Tisch, Frankfurt am Main 1977
- Exil oder Der braune Salon, Salzburg 1977
- Daimon & Veranda oder Gespräche eines Mädchens vor dem Tode. Jungfrauenleiden. Der Strahl der Augen trifft die Welt, Erlangen 1978
- Das nachtländische Reich des Doktor Lipsky, Salzburg u. a. 1979
- Neurosenkavalier, Opera Dipsa (Opernlibretto für Walter Haupt), München, 1979
- Mayerling, das Drama des Hauses Habsburg. Über die triviale Elegie von Mayerlinck, Berlin 1980
- Das Verbot ist der Motor der Lust, Salzburg u. a. 1980
- Ich über mich & keinen andern, Graz 1981
- Der Narr auf dem Hügel, Salzburg u. a. 1981
- Das schweigende Monster, Graz 1981
- Das Geschenk der Anna O., Frankfurt am Main 1983
- Skinfaxi in den Wäldern, Berlin 1983
- Vom Charlottenburger Ufer zur Monumentenstraße, Berlin 1983
- Die Frau an der Grenze, Salzburg u. a. 1984
- Die südsteirische Weinstraße, Graz 1984 (zusammen mit Helmut Tezak)
- Anrufe. Der Doppelgänger. Die Verfolgung, Wien u. a. 1985
- Die Gaunersprache der Intellektuellen, Frankfurt am Main 1986
- Die schönste Landschaft ist das Hirn, mit 12 Offset-Lithos von Uli Kasten. Edition Mariannenpresse, Berlin 1987. ISBN 3-922510-38-8.
- Oh Hannah, Wien u. a. 1988
- Beiläufige Gedanken über Etwas, Wien u. a. 1989
- Mona Lisa, Gifkendorf 1989 (zusammen mit Arno Waldschmidt)
- Das magische Quadrat, Berlin 1990
- Block oder Die Melancholie, Zürich 1991
- Amokläufer, Frankfurt am Main 1992
- Die vorletzte Fassung der Wunderwelt, Zürich 1993
- Entzauberungen, Wien 1994
- Der Egoist, Innsbruck 1996
- Abendsport. Zweimal, Innsbruck 1998
- Dschungel der Liebe, Wien 1998
- Lauf Alter, die Welt ist hinter dir her, Wien u. a. 2000
- Gut und Böse sind Vorurteile der Götter, Salzburg u. a. 2002
- Ein Stück des blauen Himmels, Salzburg u. a. 2003

### Herausgeberschaft
- Manuskripte für Alfred Kolleritsch, Graz 1981
- Triest – die Stadt zwischen drei Welten, München u. a. 1994
- Österreich lesen, Wien 1995
- Fremd, Wien u. a. 1997
- Ist mein Gehirn künstlich?, Wien 2003

### Übersetzungen
- Lev E. Ustinov: Micha und die Drehorgel, Wien u. a. 1978

## Dokumentarfilm
- Der Abendlaender – Eine Irrfahrt durch die Sprache der Jahre / Mit Helmut Eisendle, 2001, Regie & Produktion: Peter Zach